# Diaphorolepis wagneri
Espèce
Diaphorolepis wagneri  est une espèce de serpents de la famille des Dipsadidae.

## Répartition
Cette espèce se rencontre au Panama, en Colombie et en Équateur.

## Étymologie
Cette espèce est nommée en l'honneur du naturaliste et explorateur Johann Andreas Wagner (1797–1861).

## Publication originale
- Jan, 1863 : Elenco Sistematico degli Ofidi descriti e disegnati per l'Iconografia Generale. Milano, A. Lombardi, p. 1-143 (texte intégral).